# Grönländischer Forschungsrat
Der grönländische Forschungsrat (dänisch Grønlands Forskningsråd, grönländisch Nunatsinni Ilisimatusarnermik Siunnersuisoqatigiit, englisch Greenland Research Council, abgekürzt NIS) ist ein Gremium zur Beratung und Finanzierung von Forschung in Grönland.

## Geschichte
Der Forschungsrat wurde am 1. Januar 2014 durch das Gesetz Nr. 5 vom 29. November 2013 zur Forschungsberatung und Bewilligung von Forschungsmitteln gegründet. Er löste damit die 1878 gegründete Kommission für Wissenschaftliche Untersuchungen in Grönland ab.

## Aufgaben
Der Rat hat gesetzlich die Aufgaben zu erfüllen, die von der Regierung angesetzten Forschungsziele zu erreichen, die Regierung forschungsmäßig zu beraten, über Förderanträge von Forschungsprojekten zu entscheiden, zu gewährleisten, dass bei Forschung in Grönland in gleichem Maße traditionelles, lokales, nationales und internationales Wissen einbezogen werden, Forschung zu vermitteln und die Forschung in Grönland zu bewerten. Zudem hat der Rat die Möglichkeit relevante Forschungsbereiche vorzuschlagen und stärken zu lassen. Die Finanzierung der Forschungsprojekte wird durch ein aus der Landeskasse stammendes Budget gewährleistet.

## Organisation
Der Forschungsrat besteht aus acht Mitgliedern, die von der grönländischen Regierung für eine Amtszeit von drei Jahren ernannt werden, nachdem sie von Forschungsinstitutionen und ähnlichem vorgeschlagen worden sind. Die Mitglieder müssen keine Grönländer sein, sollen aber Wissen über Grönland besitzen. Mindestens die Hälfte des Rats soll aus international anerkannten Forschern bestehen. Dabei soll auf ein breites Fachspektrum geachtet werden und Naturwissenschaften, Gesundheitswissenschaften, Gesellschaftswissenschaften, Geisteswissenschaften und Technologie abgedeckt werden.
Folgende Personen gehören Stand 2025 dem Forschungsrat an:
- Miillaaraq Lennert, selbstständige Beraterin, Vorsitzende
- Lorenz Meire, Pinngortitaleriffik, Vizevorsitzender
- Gert Mulvad, Dronning Ingrids Hospital/Grønlands Center for Sundhedsforskning/Ilisimatusarfik
- Inoqut Kristensen, Nalik Ventures
- Kirsty Langley, Asiaq
- Louise Sandbjerg Sørensen, Danmarks Tekniske Universitet
- Rasmus Leander Nielsen, Ilisimatusarfik
- Vivi Noahsen, Nunatta Katersugaasivia Allagaateqarfialu